# Castell d'Ajlun

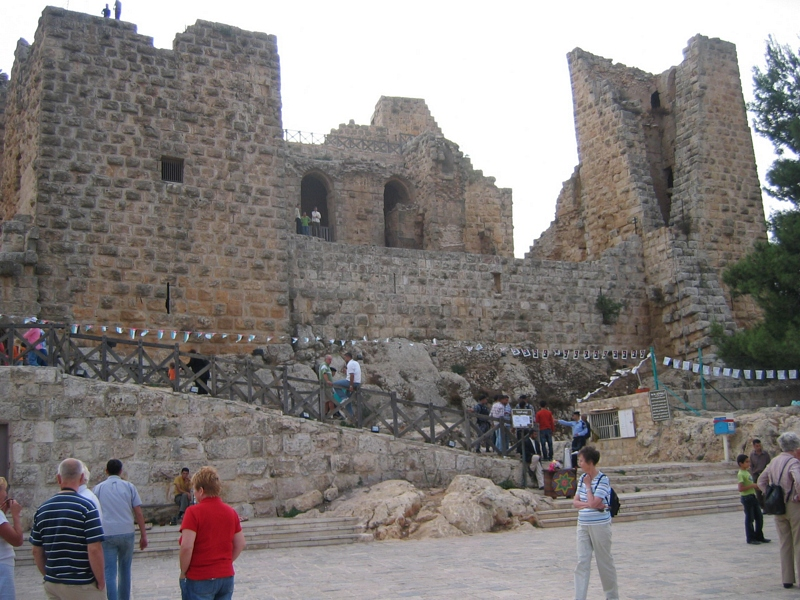
Entrada al castell d'Ajlun

El castell d'Ajlun o qàlat Ajlun (àrab: قلعة عجلون, qalʿat ʿAjlūn), anomenat anteriorment qàlat ar-Ràbad (àrab: قلعة الرَّبض) pel fet que la família Rabadí va tenir una important presència a la ciutat d'Ajlun i també conegut com a castell de Saladí (àrab: قلعة صلاح الدين, qalʿat Salāḥ ad-Dīn), és un castell islàmic situat a la governació d'Ajlun, a Jordània, uns 76 km al nord-oest d'Amman i a uns 15 km de Gerasa.

## Història

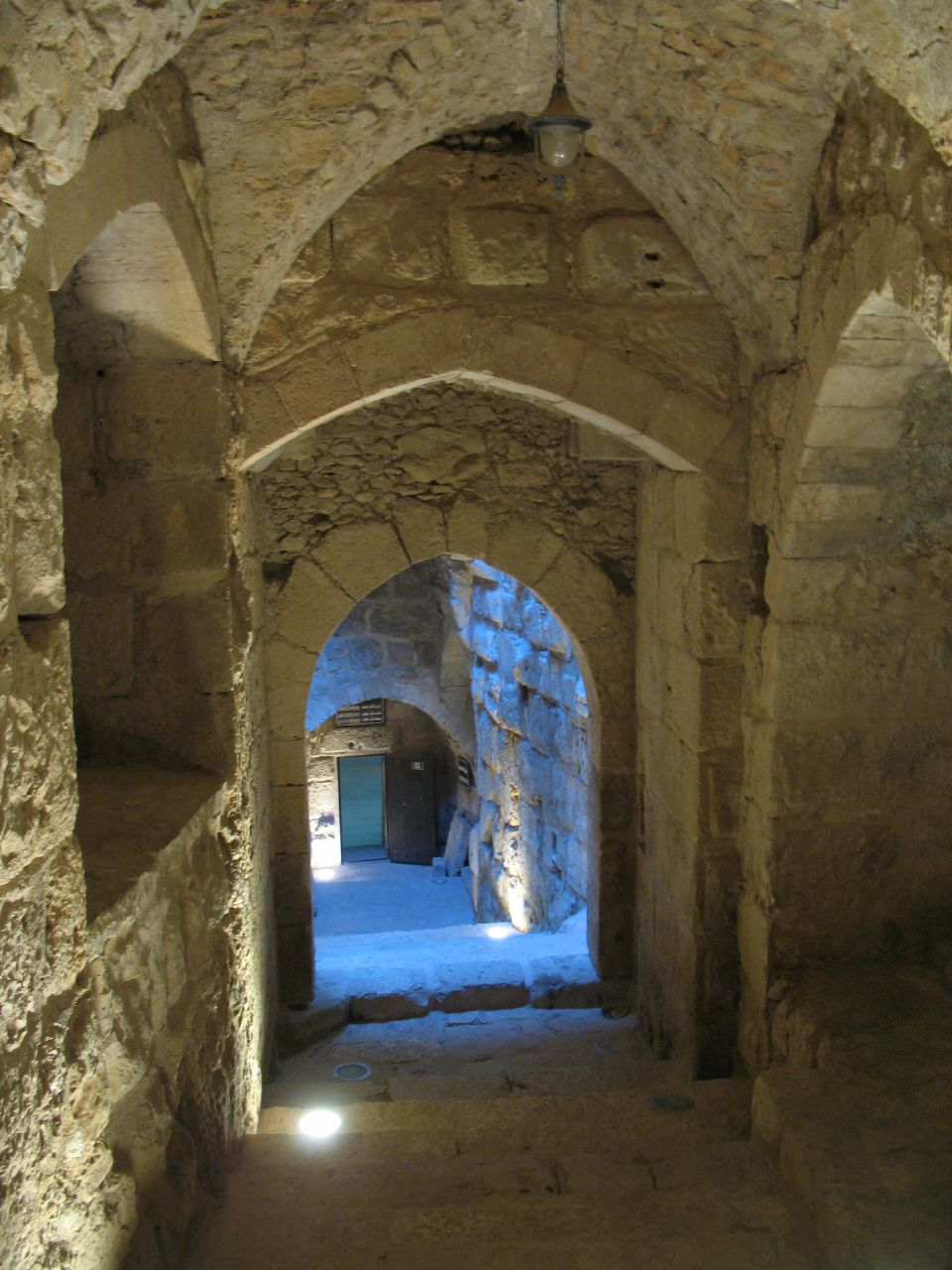
Vista interior del castell

La massissa fortalesa va ser construïda per Izz-ad-Din Ussama, comandant i nebot de Saladí, entre la dècada del 1184 i 1185. Pel que sembla, es va construir per diverses raons. En primer lloc, per protegir la regió dels atacs realitzats pels croats des de les fortaleses del Crac de Moab, al sud, i Beis, actualment a Israel, a l'oest. En segon lloc, per protegir les comunicacions entre el sud de Jordània i Síria, ja que, per la seva situació, domina un estret pas del nord de la vall del Jordà i tres valls, els uadis Kufranjah, Rajeb i Al-Yabes. En tercer lloc, per contenir l'avanç del Regne de Jerusalem i com una rèplica de la fortalesa de Belvoir, al llac Tiberiades, a Israel. I finalment, per protegir les mines de ferro de la regió.
El castell original tenia quatre torres. Més tard, es van afegir les espitlleres en els murs més prims i es va envoltar d'un fossat de 16 m d'ample i 12 m de profunditat.
Després de la mort d'Ussama, el governador mameluc, Àybak ibn Abd-Al·lah va ampliar el castell el 1214-1215, afegint una torre a la cantonada sud-est i una porta. Amb la caiguda del Crac de Moab el 1187, va perdre importància. A mitjans del segle xiii, Yússuf ibn Ayyub, rei d'Alep i Damasc, va restaurar la torre nord-est i va usar el castell com a centre administratiu. A la torre sud-oest, hi ha una inscripció que esmenta una renovació durant el mandat del soldà mameluc al-Muïzz Àybak, que hi va governar entre 1250 i 1257.
El 1260, els mongols en van destruir diverses seccions, i després de la victòria dels mamelucs sobre els mongols en la batalla d'Ain Yalut aquest mateix any, el soldà Bàybars I restaurà el castell i va netejar la fossa.
Durant el període otomà, un contingent de cinquanta soldats va romandre al castell. Durant el primer quatre del segle xvii, el príncep Fakhr-ad-Din II del Líban el va usar durant la seva lluita contra el príncep Àhmad ibn Tarbay. I, finalment, el 1812, el viatger suís Johann Ludwig Burckhardt va trobar el castell habitat per quaranta persones.
Dos terratrèmols van sacsejar el castell el 1837 i 1927, i actualment es troba en procés de restauració, encara que la seva visita es realitza sense problemes des de la ciutat d'Ajlun.

## Nota
1. ↑  Anthony Ham. Middle East.  Lonely Planet, 1 maig 2009, p. 357–. ISBN 9781741046922 [Consulta: 30 abril 2011].